# Lijst van gouverneurs en commissarissen van de Koning in Utrecht
Dit is een lijst van gouverneurs en commissarissen van de Koning in Utrecht. Eerstgenoemde titel werd in 1850 vervangen door de tweede.
| Termijn                          | Naam                                                         | Leven     | Politieke kleur   | Bijzonderheden                            |
| -------------------------------- | ------------------------------------------------------------ | --------- | ----------------- | ----------------------------------------- |
| 1814-1828                        | Jan Maximiliaan baron van Tuyll van Serooskerken van Vleuten | 1771-1843 |                   |                                           |
| 1828-1831                        | Florent Joseph ridder van Ertborn                            | 1784-1850 | orangist          |                                           |
| 1831-1840                        | Lodewijk van Toulon                                          | 1767-1840 | orangist          |                                           |
| 1840-1850                        | Frederik van de Poll                                         | 1780-1853 | orangist          |                                           |
| 1850-1858                        | Schelto baron van Heemstra                                   | 1807-1864 | Gematigd liberaal |                                           |
| 1858-1860                        | Herman Hendrik Röell                                         | 1806-1883 |                   |                                           |
| 1860-1880                        | Elisa Cornelis Unico van Doorn                               | 1799-1882 | Conservatief      |                                           |
| 1880-1881                        | Jan Arend Godert baron de Vos van Steenwijk                  | 1818-1905 | Gematigd liberaal |                                           |
| 1882-1888                        | Eduard Herman s'Jacob                                        | 1827-1912 | Conservatief      |                                           |
| 1888-1905                        | Alex baron Schimmelpenninck van der Oye                      | 1839-1918 | ARP               |                                           |
| 1905-1914                        | Francis David graaf Schimmelpenninck                         | 1854-1924 | CHP, CHU          |                                           |
| 1914-1924                        | Alex graaf van Lynden van Sandenburg                         | 1873-1932 | ARP               |                                           |
| 1924-1934                        | Herman Theodoor s'Jacob                                      | 1869-1950 | CHU               |                                           |
| 1934-1941                        | Lodewijk Hendrik Nicolaas Bosch ridder van Rosenthal         | 1884-1953 | CHU               |                                           |
| 1941                             | Frederik Ernst Müller                                        | 1889-1960 | NSB               |                                           |
| 1941-1945                        | Willem Bernard Engelbrecht                                   | 1881-1955 | NSB               |                                           |
| 1945-1946                        | Lodewijk Hendrik Nicolaas Bosch ridder van Rosenthal         | 1884-1953 | CHU               |                                           |
| 1947-1954                        | Marius Antoon Reinalda                                       | 1888-1965 | PvdA              |                                           |
| 1954-1970                        | Constant Theodore Emo graaf van Lynden van Sandenburg        | 1905-1990 | partijloos        |                                           |
| 1970-1980                        | Koos Verdam                                                  | 1915-1998 | ARP               |                                           |
| 1980-1985                        | Pieter van Dijke                                             | 1920-2003 | ARP, CDA          |                                           |
| 1985-1998                        | Jhr. Pieter Beelaerts van Blokland                           | 1932-2021 | CDA               |                                           |
| 1998-2007                        | Boele Staal                                                  | 1947-     | D66               |                                           |
| 2007 - 7 juni 2013               | Roel Robbertsen                                              | 1948-     | CDA               |                                           |
| 15 september 2013 – januari 2019 | Willibrord van Beek                                          | 1949-     | VVD               | waarnemend commissaris tot 1 januari 2015 |
| 1 februari 2019 - heden          | Hans Oosters                                                 | 1962-     | PvdA              | [ 3 ] [ 4 ]                               |

Drenthe · Flevoland · Friesland · Gelderland · Groningen · Limburg · Noord-Brabant · Noord-Holland · Overijssel · Utrecht · Zeeland · Zuid-Holland